# Nektar

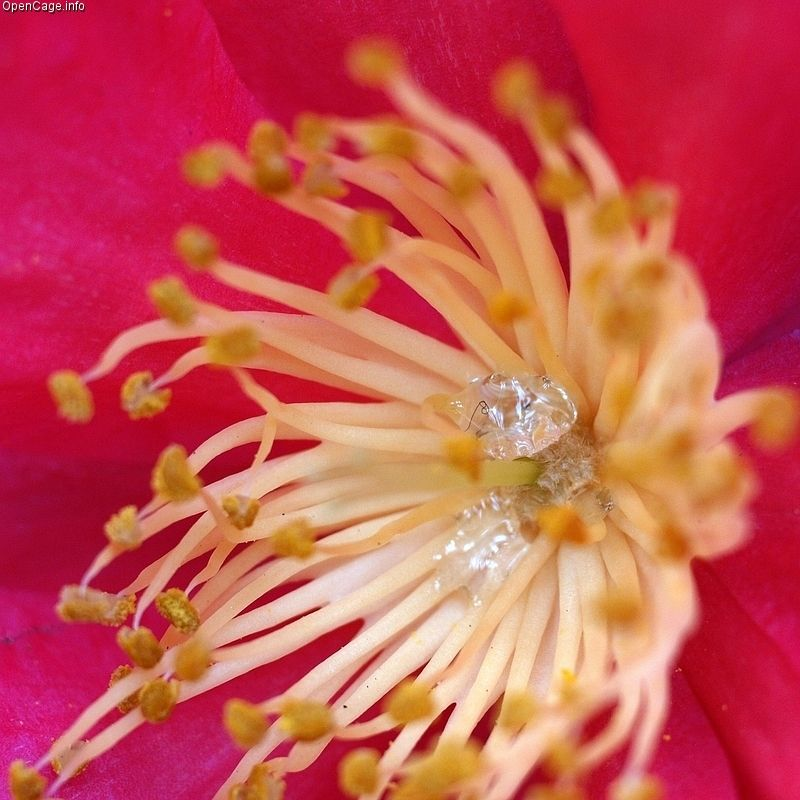
Nektar – rod kamélie

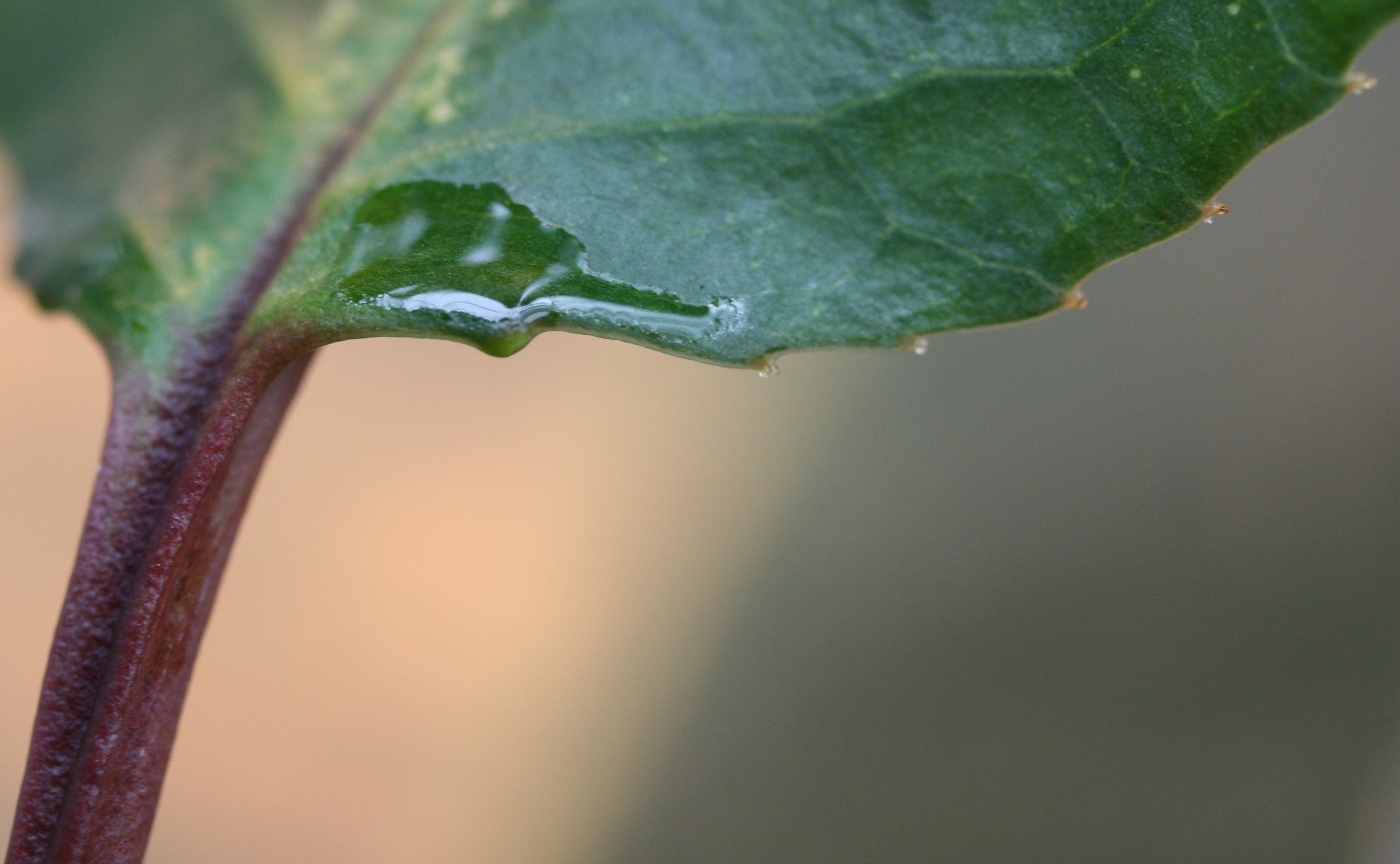
Neflorální nektarium – rod švestka

Nektar je cukernatá tekutina, kterou vytvářejí některé rostliny. Nektarium, také medník, je místo na rostlině, odkud vytéká nektar.

## Nektar
Nektar vzniká buď v květech, kde láká opylovače, či mimo květ, kde představuje zdroj živin pro mutualistické živočichy, kteří na oplátku chrání rostlinu. Vytváří se převážně jen u krytosemenných rostlin opylovaných hmyzosprašně. Je to roztok sacharózy a glukózy, resp. fruktózy. V malém množství obsahuje alkohol, aminokyseliny, organické kyseliny, fosfáty aj.
Nektar všech rostlin nemívá vždy stejné složení, může v něm být dominantní sacharóza nebo glukóza/fruktóza nebo mohou být obě složky v rovnováze. Nektar je nutno chápat i jako ekonomicky důležitou surovinu, jako zdroj potravy pro včely, které vyrábí med a zajišťují opylení entomogamických rostlin.

## Nektarium
Nektarium je místem, ze kterého je vnějším rostlinným pletivem (žlázami) nektar vylučován, vytéká na principu difúze. Zvyšující se koncentrace cukru v nektaru vysychajícím na vzduchu, např. za silného slunce, zvyšuje osmotickou sílu a ta z pletiva vytahuje novou a novou vodu, takže i u povadlých rostlin je nektarium stále vlhké.
Opláchnutím nektaria vodou se smyje cukr, osmóza zanikne a nektarium zůstane dále suché. Přiloží-li se k jeho ústí zrníčko cukru, osmóza opět započne a na nektariu zase zůstane nevysychající kapička sladkého roztoku. Aby se toto nestalo, jsou nektaria rozmanitým způsobem krytá proti vodě, např. postavením květu, šupinkami nebo rozličnými stříškami či pohyby okvětí.

### Florální nektarium
Florální nektarium je umístěné ve květech nebo na jejich částech. Tvar i skladba nektarií jsou pro každý druh rostliny typické. Nektaria bývají uložena tak, aby se hmyz jdoucí za nektarem musel tělem dotknout prašníků, které jej popráší pylem, a při prodírání se k nektaru se dotkne blizny, a tím se nalepí pylová zrna na bliznu.
Mnohdy to jsou žlázy na povrchu znatelně oddělené, např. prohlubně nebo hrbolky, někdy jsou žluté nebo nápadné leskem a vlhkostí od nektaru. Vylučovací žlázky mohou být umístěny na květním lůžku, po straně nebo ve větším počtu v kruhu okolo pestíku, někdy také tvoří okolo pestíku kruhovitý val. Jindy mohou být k vylučování nektaru uzpůsobeny okvětní lístky; buď jsou redukovány a zcela přeměněny v nektarium (např. ostruhy u orchidejí), nebo jen jejich část (např. malé jamky u báze okvětí liliovitých). U některých semeníků vykonávají funkci nektaria i septální žlázky z jeho přepážek, které svůj obsah vylučují štěrbinami na povrch. Jako nektarium také slouží vícebuněčné žláznaté trichomy. Mnohdy jsou nektariem ztlustlé spodní části čnělky nebo přizpůsobené patyčinky.
Některé druhy nektarií, hlavně extraflorální, mají k vylučování nektaru vlastní cévní svazky kryté silnou vrstvou kutikuly, která je chrání před vyschnutím. Jindy jsou nektaria tvořena několika řadami nektarových buněk umístěných těsně pod pokožkou a krytých vypouklými papilami vylučujícími nektar.

### Extraflorální nektarium
Vylučuje nektar mimo květ. Nejčastěji bývá umístěno na řapíku, okraji listu nebo jeho střední žilce. Může však být umístěno na pupenech, květních stopkách, palistech, v úžlabí listů nebo odbočujících lodyh. Nektar není určen opylovačům, má jiný význam. Jednak láká některé hmyzožravé predátory, aby rostlině pomohli v soupeření s býložravci, jednak brání hmyzu (většinou nevýznamným opylovačům) dostat se k nektaru v květu. Mnohdy se to stoprocentně nepovede, mravenci sice likvidují housenky, ale zase roznášejí po rostlině mšice.